# Axel Jonsson-Fjällby
Axel Jonsson-Fjällby (né le 10 février 1998 à Stockholm en Suède) est un joueur professionnel suédois de hockey sur glace. Il évolue à la position d'ailier gauche.

## Biographie

### Carrière en club
Il fait ses débuts chez les professionnels avec le Djurgården IF dans la SHL lors de la saison 2016-2017. Le 2 mai 2018, il signe son contrat d'entrée de 3 ans avec les Capitals de Washington. Il dispute 16 matchs avec les Bears de Hershey dans la LAH avant d'être prêté et de retourner avec le Djurgården IF, le 13 novembre 2018. 
Le 14 septembre 2020, il s'entend sur les termes d'un prêt avec le Västerviks IK dans la Allsvenskan. Quelques mois plus tard, le 8 janvier 2021, il quitte l'équipe et revient dans l'organisation des Capitals après avoir récolté 15 points en 26 matchs.
Pendant le camp d'entraînement des Capitals à l'aube de la saison 2021-2022, il est placé au ballottage pour être assigné dans la LAH avant d'être réclamé par les Sabres de Buffalo, le 4 octobre 2021. Une semaine plus tard, le 11 octobre, il revient avec les Capitals via le ballottage et est cédé aux Bears de Hershey.
Le 10 octobre 2022, il est réclamé au ballottage par les Jets de Winnipeg.

## Statistiques

### En club
| Saison     | Équipe                 | Ligue         |    | Saison régulière | Saison régulière | Saison régulière | Saison régulière | Saison régulière |   | Séries éliminatoires | Séries éliminatoires | Séries éliminatoires | Séries éliminatoires | Séries éliminatoires |
| Saison     | Équipe                 | Ligue         | PJ | B                | A                | Pts              | Pun              | PJ               | B | A                    | Pts                  | Pun                  |                      |                      |
| 2015-2016  | Djurgården IF U20      | J20 SuperElit | 39 | 13               | 16               | 29               | 8                | 7                | 4 | 4                    | 8                    | 4                    |                      |                      |
| 2016-2017  | Djurgården IF U20      | J20 SuperElit | 32 | 17               | 20               | 37               | 14               | 1                | 0 | 0                    | 0                    | 0                    |                      |                      |
| 2016-2017  | Djurgården IF          | SHL           | 24 | 0                | 1                | 1                | 0                | 2                | 0 | 1                    | 1                    | 0                    |                      |                      |
| 2017-2018  | Djurgården IF          | SHL           | 42 | 7                | 9                | 16               | 12               | 11               | 6 | 2                    | 8                    | 2                    |                      |                      |
| 2018-2019  | Bears de Hershey       | LAH           | 16 | 2                | 1                | 3                | 0                | -                | - | -                    | -                    | -                    |                      |                      |
| 2018-2019  | Djurgården IF          | SHL           | 36 | 1                | 9                | 10               | 8                | 19               | 7 | 5                    | 12                   | 0                    |                      |                      |
| 2019-2020  | Bears de Hershey       | LAH           | 61 | 12               | 11               | 23               | 10               | -                | - | -                    | -                    | -                    |                      |                      |
| 2020-2021  | Västerviks IK          | Allsvenskan   | 26 | 4                | 11               | 15               | 4                | -                | - | -                    | -                    | -                    |                      |                      |
| 2020-2021  | Bears de Hershey       | LAH           | 31 | 10               | 5                | 15               | 10               | -                | - | -                    | -                    | -                    |                      |                      |
| 2021-2022  | Bears de Hershey       | LAH           | 44 | 16               | 18               | 34               | 8                | -                | - | -                    | -                    | -                    |                      |                      |
| 2021-2022  | Capitals de Washington | LNH           | 23 | 2                | 2                | 4                | 4                | -                | - | -                    | -                    | -                    |                      |                      |
| 2022-2023  | Moose du Manitoba      | LAH           | 4  | 3                | 1                | 4                | 2                | -                | - | -                    | -                    | -                    |                      |                      |
| 2022-2023  | Jets de Winnipeg       | LNH           | 50 | 6                | 8                | 14               | 8                | 1                | 0 | 0                    | 0                    | 0                    |                      |                      |
| 2023-2024  | Moose du Manitoba      | LAH           | 41 | 12               | 18               | 30               | 4                | 2                | 0 | 0                    | 0                    | 0                    |                      |                      |
| 2023-2024  | Jets de Winnipeg       | LNH           | 26 | 2                | 3                | 5                | 0                | 1                | 0 | 0                    | 0                    | 0                    |                      |                      |
| Totaux LNH | Totaux LNH             | Totaux LNH    | 99 | 10               | 13               | 23               | 12               | 2                | 0 | 0                    | 0                    | 0                    |                      |                      |

### En équipe nationale
| Année | Équipe    | Compétition                  |   | PJ | B | A | Pts | Pun               |  | Résultat |
| 2016  | Suède U18 | Championnat du monde -18 ans | 7 | 2  | 2 | 4 | 4   | Médaille d'argent |  |          |
| 2018  | Suède U20 | Championnat du monde junior  | 7 | 2  | 2 | 4 | 2   | Médaille d'argent |  |          |